# Campionat d'Europa d'escacs individual de 2013

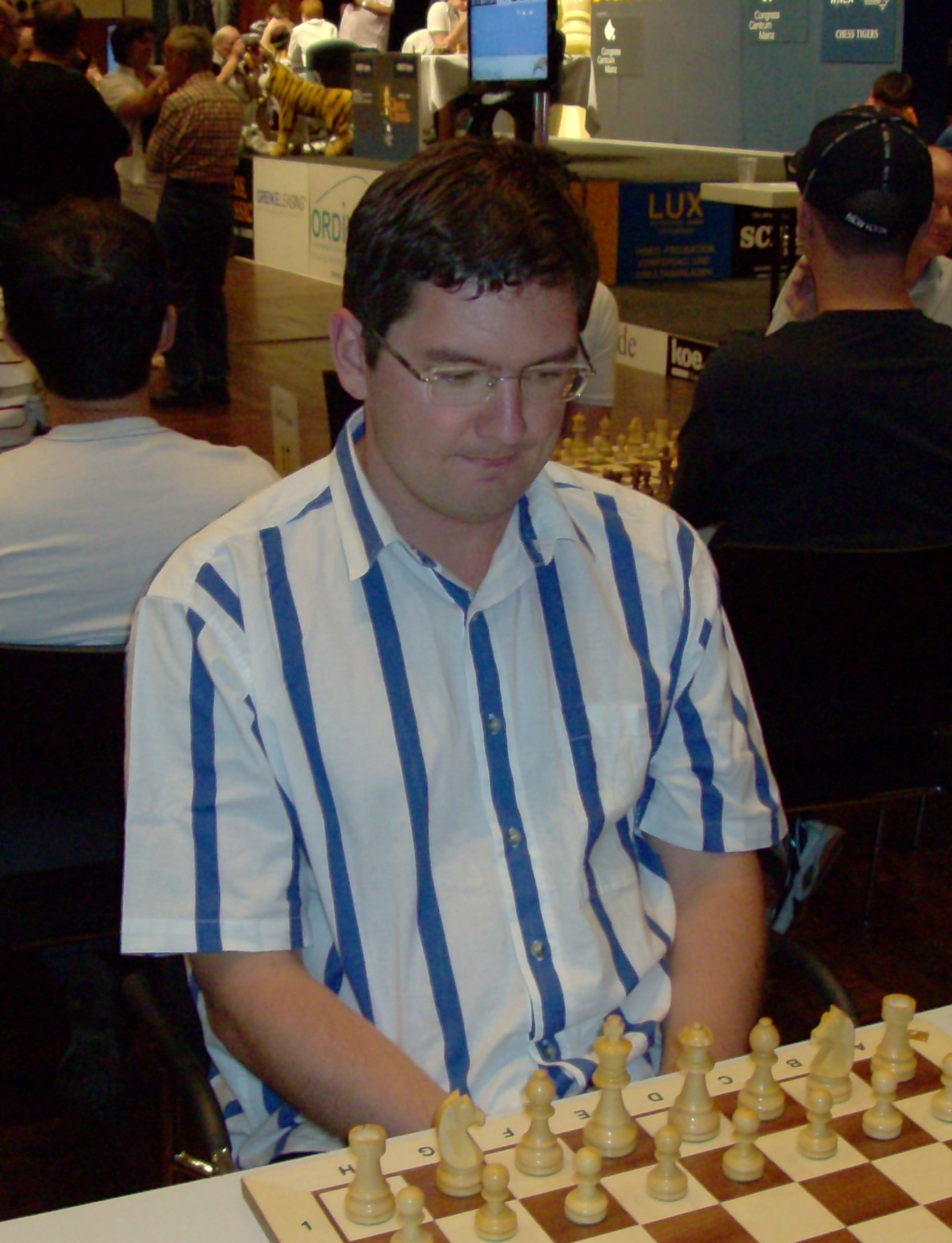
Oleksandr Moissèienko, campió d'Europa de 2013

El Campionat d'Europa d'escacs individual de 2013 fou un torneig d'escacs disputat per sistema suís a 11 rondes, entre els dies 4 i 17 de maig de 2013 a Legnica, Polònia. Era la catorzena edició d'aquest esdeveniment. El GM ucraïnès Oleksandr Moissèienko va guanyar la medalla d'or al desempat.

## Format
Els jugadors disposaven de 90 minuts pels 40 primers moviments, i 30 minuts addicionals per la resta de la partida, amb un increment de 30 segons per moviment, a partir del primer.
Els desempats estaven programats de la següent manera:
1. Average Rating -1, el nombre més gran guanya;
2. Buchholz -1, el nombre més gran guanya;
3. Buchholz, el nombre més gran guanya;
4. Nombre de victòries, el nombre més gran guanya.

Els millors 23 jugadors es classifiquen per la Copa del Món d'escacs de 2013.

## Participants
Els jugadors foren nominats per les seves respectives federacions d'escacs. A continuació hi ha els deu participants amb més alt Elo (a maig de 2013):
1. Dmitri Iakovenko (Rússia), 2731
2. Ievgueni Tomaixevski (Rússia), 2719
3. Maxime Vachier-Lagrave (França), 2718
4. Ian Nepómniasxi (Rússia), 2710
5. Oleksandr Aresxenko (Ucraïna), 2709
6. David Navara (República Txeca), 2706
7. Vladímir Akopian (Armènia), 2704
8. Pàvel Eliànov (Ucraïna), 2702
9. Ivan Txeparínov (Bulgària), 2700
10. Oleksandr Moissèienko (Ucraïna), 2698

## Guanyadors
Hi va haver deu jugadors que acabaren empatats al primer amb 8 punts d'onze possibles. Després d'aplicar els sistemes de desempat, la classificació final fou la següent:
1. Oleksandr Moissèienko ( Ucraïna)
2. Ievgueni Alekséiev ( Rússia)
3. Ievgueni Romànov ( Rússia)
4. Alexander Beliavski ( Eslovènia)
5. Constantin Lupulescu ( Romania)
6. Paco Vallejo ( Espanya)
7. Serguei Movsesian ( Armènia)
8. Ian Nepómniasxi ( Rússia)
9. Aleksei Dréiev ( Rússia)
10. Hrant Melkumian ( Armènia)